# E se fosse vero/Qualche volta no
E se fosse vero/Qualche volta no è un singolo del cantautore Gianni Davoli pubblicato nel 1972.

## Descrizione
Il disco contiene due canzoni entrambe scritte e composte dallo stesso Gianni Davoli. Il 45 giri è stato pubblicato con la casa discografica Cinevox e entrambe le tracce sono racchiuse nell'album Indimenticabile pubblicato sempre nel 1972. La prima traccia intitolata E se fosse vero è stata presentata a Un disco per l'estate il 9 aprile dell'anno successivo.

## Tracce
Testi e musiche di G. Davoli.
1. E se fosse vero – 3:12
2. Qualche volta no – 2:48